# 漢姓
漢姓（かんせい）は、漢民族の姓およびそれを受け入れた近隣民族の姓である。漢姓、漢名は漢字で書かれるか、書かれなくても対応する漢字が存在する。
漢字一字の単姓がもっとも多いが、漢字二字以上の姓（複姓）も存在する。複姓の代表としては「司馬」「欧陽」「皇甫」などがある。
人口が多い姓は民族によっても、地域によっても異なる。中国では王、李、張が多く、朝鮮では金、李、朴が多い。世界の約1億1000万人は李で、中国約9300万、韓国679万、ベトナム、日本に約1万人 (1966世帯) である。李は世界で最も多い姓としてギネスブックにも紹介されている。

## 中華圏

### 単姓と複姓
中国の姓は、漢字一文字が普通である。これを単姓という。
少数ではあるが、漢字2文字以上の姓もあり、これを複姓という。現在、人口の上位300位までに含まれる複姓は欧陽のみである。また、台湾には「張簡」「范姜」「張廖」などの独特な複姓もある。複姓の多くは漢民族以外に由来し、特に3字以上の姓はほぼすべてが非漢民族のものである。
中国文化圏では夫婦別姓が一般的だが、近代になって、妻が自分の姓に夫の姓を冠し複姓のようにする慣習（双姓、複合姓、冠夫姓）が発生した。この慣習は中国大陸では廃れたが、香港やシンガポールでは現在でもしばしば見られる。例: 林鄭月娥、陳方安生、陳馮富珍。
子供は父か母のどちらかの姓を継ぐのが一般的だが、上記の双姓のようにする慣習もある。特に台湾で、第二次大戦後に漢姓を名乗るようになった台湾原住民家庭を中心に見られる。例: 高金素梅、郭李建夫、古林睿煬。

### 姓と氏
古代、姓と氏は異なるものであった。先に姓ができ、後に氏ができた。周王朝以前には、姓は貴族のみが持っており、周辺の属国に与えられた官位が氏であった。貴族には土地が与えられ、それもまた氏となった。
夏、商、周の三代においては、男は氏を称し、女は姓を称した。また、貴族には氏も名もあるが、平民には氏が無かった。また、姓が同じであれば結婚することはできなかった（以後現代に至るまで、同姓同士の結婚はタブーとされた。今はそのタブーはなくなったが、一般には同姓同士の結婚は好まれない）。
春秋戦国時代、周朝の基本制度であった宗法が瓦解し、氏制度も変化した。この頃から、氏が姓同様になっていった。また、平民も姓を称するようになり、民は「百姓」と呼ばれるようになった。これは貴族の地位の下落も意味した。
秦漢以降、姓と氏は同じ意味となり、「姓氏」と呼ばれるようになった。

### 中国の姓氏の起源
歴史研究者によると、姓の起源は5000 - 6000年前にまでさかのぼる。その属する集落の名、あるいはその集落の長の名が起源と思われる。姓は母系を示すため、最も古い姓は部首に「女」を含む。例えば姫（周王）、嬴（秦王）、姜、姚など上古八大姓である。姓の役割は、集落の区別にあった。ただし後の氏族の区別ではなく、近親の通婚を防ぐことにあった。
氏は伝説によれば黄帝の時代に生まれた。信頼できる史実としては、周代での例が見られる。周朝初期、周王は家臣を諸侯として地方に封じ、その後裔はその国名を氏とした。諸侯はさらにその部下を役人として領地を与え、これら役人の後裔はその領地をもって氏とした。中国の氏の99%までは、その時に生まれたと考えられている。

### 姓氏の変遷
中国史上に登場した姓氏は1万2000に上り、そのうち単姓は5000余り、二字姓は4000余り、三字以上の姓は2000余りである。後世に、二字姓、三字以上の姓から単姓に改姓する人が多い。明の史学家王世貞は「復姓至我朝則益少矣」と言った。
現在使われている姓氏は4700余りであり、そのほとんどが単姓であり、二字姓は100余り、三字以上は極稀である。そのうち、上位の100姓で全人口の60%以上を占める。漢民族は平均すると32万人で一つの姓を共有していることになる。
中国の姓氏は、時代と共に一定の規則に従って変わっていった。
1. 音節上、複音の姓氏は単音に変わっていった。
2. 用字上、俗な字は美字に変わっていった。
3. 字形上、複雑な字は簡単な字に変わっていった。

### ローマ字表記
19世紀以降、貿易、留学、移民が増えたため、中国の姓をアルファベットで表す必要が出てきた。ところが同じ字でも方言によって発音がまちまちだったので、同じ姓に幾通りもの表記が生まれた。つまり、香港は広東語、その他地域は標準中国語の発音を基に表記された。シンガポールやマレーシアはこれら双方とも異なっていた。また韓国や日本でも違う表記となった。そのため、移民の姓は今でもその移民の出身地の発音を基に表記されている。

### 姓氏と階級
元来、姓氏に貴賎の区別はなく、諸侯とその親族にのみ姓があり、土地を与えられた一族にのみ氏があり、庶民には姓氏共に無かった。しかし、その後、氏にランクが生じた時代がある。
後漢の頃、朝廷は儒教（経学）の素養で士分を取り立て、取り立てられた者はその経学を代々伝えていって官職を得たため、おのずと名門と呼ばれる家ができていった。とりわけ汝南袁氏は四代にわたって最高職の三公となる人物を輩出した。
魏晋南北朝時代には、官吏の採用に九品官人法が採用された。この制度は元来、豪族の力関係で官吏が決まっていた状況を、現官吏の推挙により能力がある者を登用する制度であったが、すぐに特定の一族だけで官職を独占することとなり、名家と呼ばれる氏族集団を生み出すことになった。例えば王導を始めとする琅邪王氏、謝安を始めとする陳郡謝氏などである。
その後も、この当時ほどの厳格さは無くなったものの、姓の階層は意識し続けられ、唐の中後期以降、貴族勢力は瓦解したためこのようやく無くなることとなった。現在では姓の階層は全く無くなり、姓を並べる順番にもピンイン（発音）等が用いられる。例えば香港特別行政区立法会では、議員の名を筆画順とするよう定められている。

### 少数民族の姓氏
漢民族の姓氏は、周辺民族の姓氏と互いに影響を受けた。通常、周辺民族が中原（中国中心部）に進入すると、漢文化の影響を受けて漢字の姓氏を称するようになった。その多くは音訳であるため、大抵は三字以上が使われた。例えば北魏の拓跋氏、遼の耶律氏、金の完顔氏、元の奇渥温氏、清の愛新覚羅氏などである。
もっとも、しばらくすると、簡単のため、あるいは政治的理由により多くは単姓に変わった。例えば北魏は孝文帝の時に漢化政策を取り、拓跋氏を改めて元姓となった。また、耶律氏は劉姓、完顔氏は王姓に、そして清朝滅亡後、愛新覚羅氏は金姓に変えた。満州民族も参照。
ただし、今でも二字以上の姓がある。例えば長孫、尉遅などである。一方、少数民族が漢化して新たに姓を作ることもあり、例えばタイ族が刀姓を作った例がある。

### 三字以上の複姓
- 三字姓（甘木魯、密赤思、乙那婁など）
- 四字姓（愛新覚羅など）
- 五字姓（苫滅古麻里など）
- 六字姓（主兒赤臺烏祐など）
- 七字姓（卜領勒多禮伯臺、ふうりんしゅとぅおりぽたい）[4]
- 八字姓（辛格爾博爾吉吉特）
- 九字姓（烏朗漢吉爾莫吉爾敏）
- 十字姓（伙爾川扎木蘇他爾只多）[5]

### 中国の姓の分類
中国の姓の由来はさまざまなものが絡み合っているため、非常に複雑である。大まかには、次のように分けられる。
- 出身地、居住地、封国、封地：陳（陈）、劉、馮（冯）、魯（鲁）、杜、謝（谢）、楊（杨）、董、蔡、呂（吕）、趙（赵）。
- 祖先の名、廟号、諡号：姫（姬）、姚、張（张）。
- 祖先の爵位、官職：史、上官、公孫（公孙）、司空、司馬（司马）、司徒。
- 職業、技能：陶など。
- 動物：牛、馬（马）、羊、魚（鱼）など。
- 植物：楊（杨）、李、松など。
- 順序：伯、孟など。（共に1番目を意味する）
- 帝王からの賜姓：劉、朱、李、趙（赵）など。
- 少数民族の漢化：元、劉、金、譚（谭）など。
- 避諱や音便変化：求、邱（孔子の名「丘」を避諱）、諸葛（诸葛）。

### 姓の統計

#### 中国
2007年4月24日に中華人民共和国公安部治安管理局が発表した統計によると、中国で最も多い姓は「王」であり、9288.1万人、全人口の7.25%である。2位は「李」で9207.4万人、7.19%。3位は「張」で8750.2万人、6.83%。最少の姓は「難」である。
上位10位の姓の人はそれぞれ2000万人以上いる。上位22位の姓の人はそれぞれ1000万人以上いる。
2020年の中華人民共和国公安部戸籍管理センターの統計による上位100位の姓は以下の通りである。うち上位5姓の人口の30.8%を占める。なお、この統計では「蕭」と「肖」、「傅」と「付」、「閻」と「閆」を同一の姓として扱っている。漢字の扱いについて、詳細はそれぞれの姓を参照。
| 1-10   | 王 | 李 | 張 | 劉 | 陳 | 楊 | 黄 | 趙 | 呉 | 周 |
| 11-20  | 徐 | 孫 | 馬 | 朱 | 胡 | 郭 | 何 | 林 | 羅 | 高 |
| 21-30  | 鄭 | 梁 | 謝 | 宋 | 唐 | 許 | 韓 | 鄧 | 馮 | 曹 |
| 31-40  | 彭 | 曽 | 蕭 | 田 | 董 | 潘 | 袁 | 蔡 | 蔣 | 余 |
| 41-50  | 于 | 杜 | 葉 | 程 | 魏 | 蘇 | 呂 | 丁 | 任 | 盧 |
| 51-60  | 姚 | 沈 | 鍾 | 姜 | 崔 | 譚 | 陸 | 范 | 汪 | 廖 |
| 61-70  | 石 | 金 | 韋 | 賈 | 夏 | 傅 | 方 | 鄒 | 熊 | 白 |
| 71-80  | 孟 | 秦 | 邱 | 侯 | 江 | 尹 | 薛 | 閻 | 段 | 雷 |
| 81-90  | 龍 | 黎 | 史 | 陶 | 賀 | 毛 | 郝 | 顧 | 龔 | 邵 |
| 91-100 | 万 | 覃 | 武 | 銭 | 戴 | 厳 | 莫 | 孔 | 向 | 常 |

同年の第7回中華人民共和国全国人口調査（国勢調査）に基づく姓氏統計によると、人口が1億人以上の姓は2つで、1000万人以上のは23姓、100万人以上のは171姓である一方、1万人以下の姓は5000以上がある。なお、当該統計による順位は公安部の統計とは少し異なる（「韓」と「鄧」、「蔣」と「余」の順位が入れ替わるなど）。
また、地域ごとに人口が多い姓は大きく異なる。たとえば、2013年の広西チワン族自治区では「黄・李・韋・陳・梁」の順であった。
なお、2013年出版の「中国四百大姓」は13.3億人のデータを含む中華人民共和国公安部の身分証明書システムを利用し調査した結果、人口が8万以上の姓の数はちょうど400であることが判明した。
| 1-10    | 王 | 李 | 張 | 劉 | 陳 | 楊 | 黄 | 呉 | 趙   | 周 |
| 11-20   | 徐 | 孫 | 馬 | 朱 | 胡 | 林 | 郭 | 何 | 高   | 羅 |
| 21-30   | 鄭 | 梁 | 謝 | 宋 | 唐 | 許 | 鄧 | 馮 | 韓   | 曹 |
| 31-40   | 曽 | 彭 | 蕭 | 蔡 | 潘 | 田 | 董 | 袁 | 于   | 余 |
| 41-50   | 葉 | 蔣 | 杜 | 蘇 | 魏 | 程 | 呂 | 丁 | 沈   | 任 |
| 51-60   | 姚 | 盧 | 傅 | 鍾 | 姜 | 崔 | 譚 | 廖 | 范   | 汪 |
| 61-70   | 陸 | 金 | 石 | 戴 | 賈 | 韋 | 夏 | 邱 | 方   | 侯 |
| 71-80   | 鄒 | 熊 | 孟 | 秦 | 白 | 江 | 閻 | 薛 | 尹   | 段 |
| 81-90   | 雷 | 黎 | 史 | 龍 | 陶 | 賀 | 顧 | 毛 | 郝   | 龔 |
| 91-100  | 邵 | 万 | 銭 | 厳 | 頼 | 覃 | 洪 | 武 | 莫   | 孔 |
| 101-110 | 湯 | 向 | 常 | 温 | 康 | 施 | 文 | 牛 | 樊   | 葛 |
| 111-120 | 邢 | 安 | 斉 | 易 | 喬 | 伍 | 龐 | 顔 | 倪   | 荘 |
| 121-130 | 聶 | 章 | 魯 | 岳 | 翟 | 殷 | 詹 | 申 | 欧   | 耿 |
| 131-140 | 関 | 蘭 | 焦 | 兪 | 左 | 柳 | 甘 | 祝 | 包   | 甯 |
| 141-150 | 尚 | 符 | 舒 | 阮 | 柯 | 紀 | 梅 | 童 | 凌   | 畢 |
| 151-160 | 単 | 季 | 裴 | 霍 | 涂 | 成 | 苗 | 谷 | 盛   | 曲 |
| 161-170 | 翁 | 冉 | 駱 | 藍 | 路 | 游 | 辛 | 靳 | 欧陽 | 管 |
| 171-180 | 柴 | 蒙 | 鮑 | 華 | 喩 | 祁 | 蒲 | 房 | 滕   | 屈 |
| 181-190 | 饒 | 解 | 牟 | 艾 | 尤 | 陽 | 時 | 穆 | 農   | 司 |
| 191-200 | 卓 | 古 | 吉 | 繆 | 簡 | 車 | 項 | 連 | 蘆   | 麦 |
| 201-210 | 褚 | 婁 | 竇 | 戚 | 岑 | 景 | 党 | 宮 | 費   | 卜 |
| 211-220 | 冷 | 晏 | 席 | 衛 | 米 | 柏 | 宗 | 瞿 | 桂   | 全 |
| 221-230 | 佟 | 応 | 臧 | 閔 | 苟 | 鄔 | 辺 | 卞 | 姫   | 師 |
| 231-240 | 和 | 仇 | 欒 | 隋 | 商 | 刁 | 沙 | 栄 | 巫   | 寇 |
| 241-250 | 桑 | 郎 | 甄 | 叢 | 仲 | 虞 | 敖 | 鞏 | 明   | 佘 |
| 251-260 | 池 | 査 | 麻 | 苑 | 遅 | 鄺 | 官 | 封 | 談   | 匡 |
| 261-270 | 鞠 | 恵 | 荊 | 楽 | 冀 | 郁 | 胥 | 南 | 班   | 儲 |
| 271-280 | 原 | 栗 | 燕 | 楚 | 鄢 | 労 | 諶 | 奚 | 皮   | 粟 |
| 281-290 | 冼 | 藺 | 楼 | 盤 | 満 | 聞 | 位 | 厲 | 伊   | 仝 |
| 291-300 | 区 | 郜 | 海 | 闞 | 花 | 権 | 強 | 帥 | 屠   | 豆 |
| 301-310 | 朴 | 蓋 | 練 | 廉 | 禹 | 井 | 祖 | 漆 | 巴   | 豊 |
| 311-320 | 支 | 卿 | 国 | 狄 | 平 | 計 | 索 | 宣 | 晋   | 相 |
| 321-330 | 初 | 門 | 雲 | 容 | 敬 | 来 | 扈 | 晁 | 芮   | 都 |
| 331-340 | 普 | 闕 | 浦 | 戈 | 伏 | 鹿 | 薄 | 邸 | 雍   | 辜 |
| 341-350 | 羊 | 阿 | 烏 | 母 | 裘 | 亓 | 修 | 邰 | 赫   | 杭 |
| 351-360 | 況 | 那 | 宿 | 鮮 | 印 | 逯 | 隆 | 茹 | 諸   | 戦 |
| 361-370 | 慕 | 危 | 玉 | 銀 | 亢 | 嵆 | 公 | 哈 | 湛   | 賓 |
| 371-380 | 戎 | 勾 | 茅 | 利 | 於 | 呼 | 居 | 揭 | 干   | 但 |
| 381-390 | 尉 | 冶 | 斯 | 元 | 柬 | 檀 | 衣 | 信 | 展   | 陰 |
| 391-400 | 昝 | 智 | 幸 | 奉 | 植 | 衡 | 富 | 堯 | 閉   | 由 |

#### 台湾
2018年6月30日の中華民国内政部による統計によると、中華民国（台湾）の上位20位の姓は以下の順である。
| 順位 | 姓 | 人数      | 順位 | 姓 | 人数    | 順位 | 姓 | 人数    | 順位 | 姓 | 人数    |
| ---- | -- | --------- | ---- | -- | ------- | ---- | -- | ------- | ---- | -- | ------- |
| 1    | 陳 | 2,627,995 | 6    | 王 | 967,622 | 11   | 許 | 548,474 | 16   | 邱 | 343,784 |
| 2    | 林 | 1,960,443 | 7    | 呉 | 952,464 | 12   | 鄭 | 443,702 | 17   | 曽 | 338,779 |
| 3    | 黄 | 1,426,788 | 8    | 劉 | 743,179 | 13   | 謝 | 414,923 | 18   | 廖 | 316,264 |
| 4    | 張 | 1,242,595 | 9    | 蔡 | 686,717 | 14   | 洪 | 353,854 | 19   | 頼 | 311,106 |
| 5    | 李 | 1,208,829 | 10   | 楊 | 626,244 | 15   | 郭 | 351,979 | 20   | 徐 | 296,675 |

#### シンガポール
シンガポールも国民の大多数は華人であるため、シンガポールで人口が多い姓はほとんど漢姓であり、合わせて約300種類がある。ただし、多くの国民の出自は閩南語（福建語）を話す閩南人、潮州語を話す潮州人と広東語を話す広府人であるため、同じ姓でも出自の言語によって異なる英字表記が使われる。シンガポールの人数順の上位10位の姓は以下の通りである。
| 順位 | 姓 | 普通話 | 福建語 | 潮州語 | 広東語 |    | 順位 | 英字姓  | 人数（2000年） |
| 1    | 陳 | Chen   | Tan    | Tan    | Chan   | 1  | Tan  | 237,800 |                |
| 2    | 林 | Lin    | Lim    | Lim    | Lam    | 2  | Lim  | 166,000 |                |
| 3    | 黄 | Huang  | Ng     | Ng     | Wong   | 3  | Lee  | 112,600 |                |
| 4    | 李 | Li     | Lee    | Lee    | Lee    | 4  | Ng   | 106,200 |                |
| 5    | 王 | Wang   | Ong    | Heng   | Wong   | 5  | Ong  | 66,700  |                |
| 6    | 張 | Zhang  | Teo    | Teo    | Cheong | 6  | Wong | 65,000  |                |
| 7    | 呉 | Wu     | Goh    | Goh    | Ng     | 7  | Goh  | 56,200  |                |
| 8    | 蔡 | Cai    | Chua   | Chua   | Choi   | 8  | Chua | 54,600  |                |
| 9    | 劉 | Liu    | Low    | Low    | Low    | 9  | Chan | 48,400  |                |
| 10   | 楊 | Yang   | Yeo    | Yeo    | Yeong  | 10 | Koh  | 48,100  |                |

また、海南語を話す海南人に出自を持つ「符」「韓」姓、客家語を話す客家人に出自を持つ Lai 姓（「頼」「黎」など）も特徴的である。

## ベトナム
ベトナムの主要民族である、キン族などの漢字文化民族の姓は全て漢姓である。古代等において、漢姓以外の固有の姓を持っていたかどうかを確認できる史料は存在しない。ベトナムの姓名は姓＋ミドルネーム＋名の3部分（多くは漢字でいえば3文字）構成になっている事が多い。
名に関しては、農村部を中心に字音によらない固有語の名の例が前近代から見られる。ただし前近代では諱ではない通称に限られ、現在でも女性名に多い。
ベトナムにおける上位14位の姓は以下の通りである。この14姓でベトナム全国の人口の90%位を占めている。
| チュ・クォック・グー | 漢字                      | ベトナム語読み | 割合（2005年） |
| -------------------- | ------------------------- | -------------- | -------------- |
| Nguyễn               | 阮                        | グエン         | 38.4%          |
| Trần                 | 陳                        | チャン         | 12.1%          |
| Lê                   | 黎                        | レー           | 9.5%           |
| Phạm                 | 范                        | ファム         | 7%             |
| Hoàng/Huỳnh          | 黃                        | ホアン/フイン  | 5.1%           |
| Phan                 | 潘                        | ファン         | 4.5%           |
| Vũ/Võ                | 武/禹（禹の場合はVũだけ） | ヴー/ヴォー    | 3.9%           |
| Đặng                 | 鄧                        | ダン           | 2.1%           |
| Bùi                  | 裴                        | ブイ           | 2%             |
| Đỗ                   | 杜                        | ドー           | 1.4%           |
| Hồ                   | 胡                        | ホー           | 1.3%           |
| Ngô                  | 吳                        | ゴー           | 1.3%           |
| Dương                | 楊/陽/羊                  | ズオン         | 1%             |
| Lý                   | 李                        | リー           | 0.5%           |

## 朝鮮
朝鮮では漢姓ではない固有語による名の記録があり、古代日本の記録でも、当時渡来してきた百済人の名前は、明らかに漢風ではない事が確認できる。しかし、遅くとも7世紀までには固有語の命名法が消え、漢姓漢名が採用された。

## 日本
日本においては漢風の姓名はごく一部の例外を除いて見られないが、奈良時代以降旧来の氏名（ウヂナ）を佳字に変える動きが見られ、名も伝統的な動植物名に基づくものから、漢風の二文字名を用いる「名乗り（諱）」と、より和語的な「通称」に分化している。
例：土師氏→菅原氏・大江氏等
　　兎、入鹿、魚名　等→和麿、安麿、基経
中国、朝鮮と異なり、「名乗り（諱）」に世代の同一性を示す輩行字が使われることは少なく、むしろ氏ごとに世代を超えて決まった字を継承することが多い。また、武家においては主君の「名乗り」から一字を賜って改名する風習もあった。一方、字音で読む姓は少数であるが、唐風文化が盛んであった奈良時代から平安時代初期においては、藤原氏を藤氏、菅原氏を菅氏というように氏を漢字一文字とし、字音で読むことが行われていた。
また、琉球処分以前の琉球では、士族は漢風の姓名（「唐名（からなー）」と呼ばれ、現在でも姓のみは「氏」として門中の呼称となっている）と、領地の名（采地名）を「名乗り」（やはり音読みで読む漢風の命名二字で、はじめの一字は「氏」ごとに世代を超えて継承される共通の字を使う。これを「名乗頭（なのりがしら）」という）に冠した「大和名（やまとぅなー）」の双方をもっていた。まれに唐名を持たない士族もあり、この場合は中国に対して「氏+大和名」を用いた。日本の戸籍制度の適用以降、姓には尚家を除き「大和名」の采地名が採用され、これが「家名」となった（沖縄県の名字を参照）。
江戸時代に、儒者・文人が著書などに署名する際に、本姓を省略して漢姓のようにするケースがみられる。荻生徂徠が本姓の物部を略して「物徂徠」と名乗ったのが有名である。

## 現代における呼びかけ方
- 「～さん」にあたる中国語は「先生」（男性）、「小姐」（若い女性。ただし、現在の中国ではセックスワーカーを指す言葉なので、使用は避けるべき[18]）、「女士」または「太太」（既婚女性）で、これを姓（名）の後に付ける。親しくなったら姓の前に「小」（同い年か年下）や「老」（年上）をつけて呼ぶ。ただし、「欧陽」などの複姓には「小」「老」を付けず呼び捨てにする。単姓の場合は呼び捨てにできない。呼び捨てにしたい場合は、姓と名を併せて呼ぶ。
- 中国の漢民族の姓は約 1000 ～ 2000 種（台湾とシンガポールは約 400 種と言われる）で、人口の割には非常に少ない。そのため、上記の「小（老）+姓」ではとても間に合わないため、最近は名で呼ぶことが多い。
- 漢民族で名が一字の場合、それだけで呼んでいいのはよほど親しい場合（恋人、家族、親友）に限られ、普通は愛称の「小」（北方方言の場合）「阿」（南方方言の場合）を前に付けるか、2回繰り返しで呼ぶ（たとえばチェン・ミンなら「ミンミン」）か、フルネームで呼ぶ。むしろ家族でさえも一字だけでは落ち着かないため二字にして呼ぶくらいである。ただし、香港やシンガポールでは一字で呼ぶことが許される範囲が比較的広い。
- 中国では改革開放以前は、中国人同士で「先生」「小姐」「女士」ではなく「同志」をつけて呼ぶのが一般的であったが、現在は相手が政府役人や中国共産党関係者でなければ嫌がられる。
- 北朝鮮では「トンジ、동지（同志）」（目上の人に対して）のほか、同等または下位階級の者に対しては「トンム、동무（同務）」という敬称をつける。
- 韓国では年の近い相手にはフルネームまたは名に「氏」をつけて呼ぶのが一般的である。「金氏」のように「姓+氏」というのも新聞などでは用いられるが、これで相手を呼ぶのは失礼である。ただし、外国人に対しては「姓+氏」で呼んでもよい。ある程度年上の相手に対して、または姓だけで呼びたい場合は「姓+ソンセンニム（朝鮮語: 선생님、漢字で「先生」に"様"を表す敬称님をつけたもの」で呼ぶ。若者の間では、「JJ」のようにイニシャルで呼び合うこともある
- 中国では兄姉に対して呼び捨てにすることもよくあるが、朝鮮半島では、兄姉に対しての呼び捨ては受け入れられない。一方、中国で特に2人兄弟の場合、弟、妹に対して「弟弟」、「妹妹」と呼ぶこともある。
- ベトナムでは、呼びかけの際には名に個人の特徴を付加したニックネーム（「色白のフェン」など）で呼ばれる。姓＋敬称で呼ぶのは、建国の父ホー・チ・ミン（胡志明）を「ホーおじさん（胡翁）」と呼ぶなどのきわめて例外的な高い敬意を表すときに限られる。
- 漢姓漢名の社会では結婚後も出身一族の姓を持つため、夫婦別姓である。既婚女性は英語では姓の前に Mrs. ではなく Madame を付けて呼ばれることを好む。